# Rebonds de la pandémie de Covid-19 en Europe
Pour un article plus général, voir Pandémie de Covid-19 en Europe.
Le premier rebond épidémiologique du coronavirus SARS-CoV-2 en Europe, vulgarisé sous la dénomination seconde vague de Covid-19, concerne le rebond de la pandémie de coronavirus, à la fin de l'été 2020, après trois mois de décroissance de l'épidémie.
Selon les modèles compartimentaux en épidémiologie, le rebond devient possible si le nombre reproductif de contrôle dépasse l'unité. Il existe un délai de trois à quatre semaines entre une résurgence du nombre de cas et une résurgence du nombre de décès.
Le Centre européen de prévention et de contrôle des maladies estime que la pandémie peut reprendre si les mesures de distanciation physique ne sont pas respectées. La société Predict Service a quant à elle démontré une corrélation entre condition météorologique et contamination au Covid. Ainsi, l'origine de la résurgence du virus pourrait être liée à une seconde vague saisonnière ou à un relâchement des mesures de restrictions et d'hygiène sans qu'il soit encore possible de trancher. Le phénomène de décroissance de l'épidémie au printemps 2021 aux mêmes dates qu'en 2020 semble toutefois indiquer que la saisonnalité du virus est déterminante.

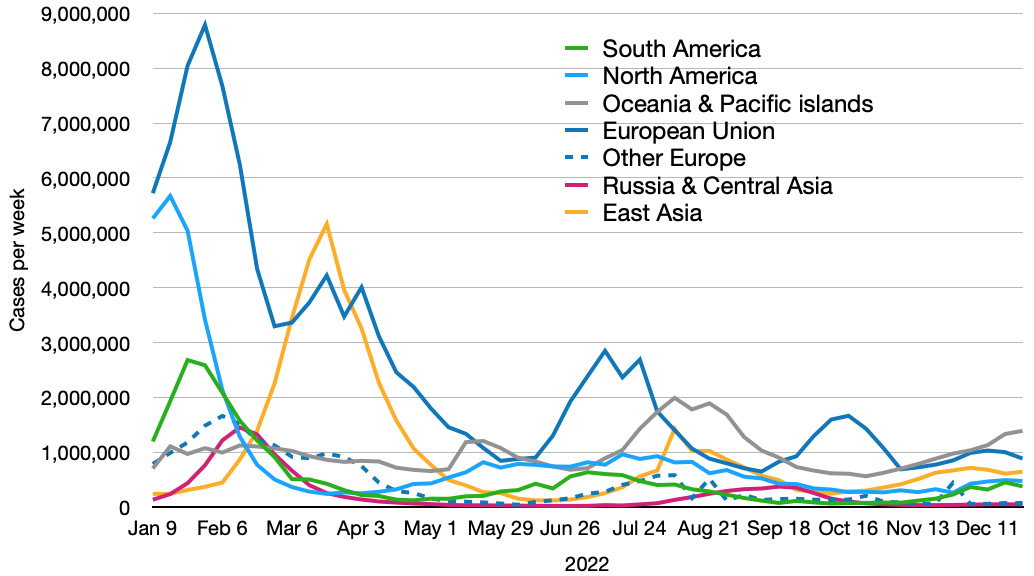
Nouveaux cas confirmés de COVID-19 pour 7 régions du monde

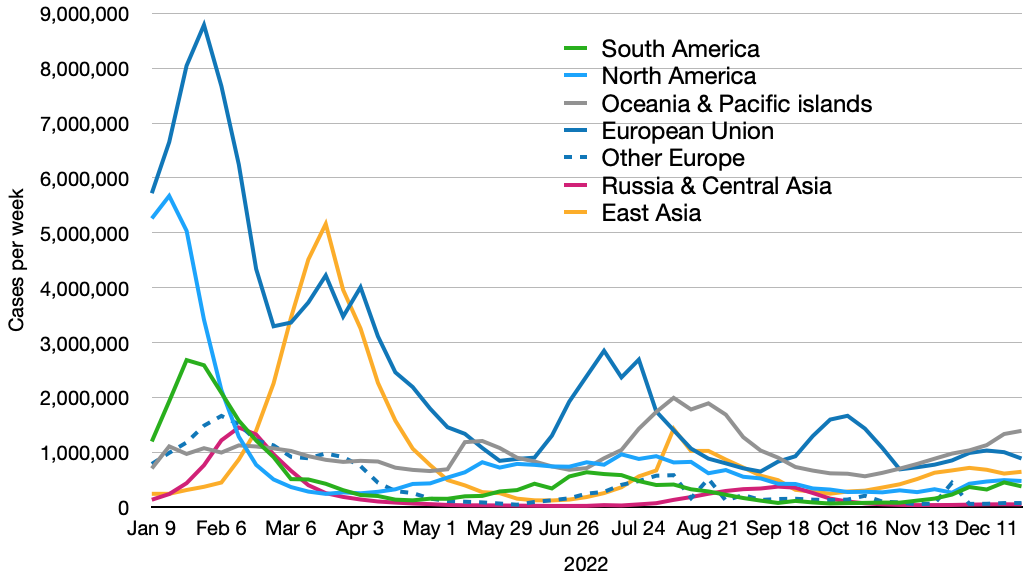
Décès confirmés quotidiens dus à la COVID-19 pour 7 régions du monde

D'août à novembre 2020 la seconde vague a causé 106 000 décès dans l'Union européenne, presque autant que durant la première vague (136 000), mais ce bilan pourrait dépasser celui de la première vague d'après le journal El País.

## Prévisions scientifiques

### Modélisation du rebond épidémiologique
Le 12 septembre 2020, une équipe de l’université de Montpellier IRD/CNRS établit un modèle qui lui permet de considérer que le pays vit un rebond épidémiologique qui peut devenir une seconde vague.
Le rebond épidémiologique se caractérise par le fait qu'en moyenne un malade contamine au moins une autre personne, ce qui se produit en pratique lorsqu'une grosse moitié de malades ne contaminent personne et que l'autre moitié contamine de nombreuses personnes.
Au 12 septembre 2020, le rebond n'est pas aussi rapide que lors de la première vague de février 2020, mais il existe un risque de saturation du système sanitaire en cas d'inaction. L'équipe note aussi qu'au 9 septembre 2020, le nombre de décès est comparable à celui du 16 mars.
Le 23 septembre, la revue scientifique Scientific Reports publie une modélisation simpliste qui anticipe le fait que chacun des pays européens simulés atteindra le pic de contamination avant janvier 2021, toutefois ce pic devrait être atteint début octobre en France et mi-novembre au Royaume-Uni et début janvier pour la Pologne et la Suède selon une logique de la physique des particules.
Fin novembre, l’ARS estime qu’en France, le pic épidémique de la seconde vague est passé.

### OMS
En septembre 2020, l'OMS s'attend à une recrudescence à l'automne.
Mi-décembre 2020, l’OMS identifie un risque élevé de rebond de l’épidémie pour début 2021 en Europe.

### Autres prévisions
En septembre 2020, Jean-François Timsit, chef du service de réanimation médicale et infectieuse à l'hôpital Bichat, indique que le pic de la seconde vague sera probablement aux alentours du 1er janvier 2021.

## Données statistiques
L’appellation officieuse seconde vague est donnée en raison de la forme des courbes du nombre de cas testés positifs. Ces courbes font apparaitre pour l’Europe, une première remontée en mars / avril et une seconde qui commence en septembre / octobre 2020; pour les États-Unis on constate trois remontées : en avril / mai, en août et une remontée qui commence en octobre 2020.

Courbe épidémique du nombre absolu de cas quotidien de COVID-19 (moyenne flottante de sept jours) par continent

## Contexte
L'arrivée d'un rebond (ou seconde vague) en Europe est redoutée dès mai 2020, par le directeur du Centre européen de prévention et de contrôle des maladies (ECDC). L'ECDC estime que la seconde vague peut se maitriser si les règles de distanciation physique sont bien respectées, alors que beaucoup redoutent sa rapidité et son ampleur.

### Cause et évitement
Selon les recommandations du centre européen de prévention et de contrôle des maladies, la seconde vague en Europe est due au fait que les gens se transmettent le virus et peut être évitée en adoptant des comportements appropriés mais simples tels que notamment l'hygiène des mains, la distanciation physique et l'hygiène respiratoire.

### Caractère saisonnier
D'après Antoine Flahault, épidémiologiste et professeur de santé publique à l’université de Genève, le virus aurait dans les zones tempérées un caractère saisonnier.

## Anticipation d'une seconde vague et négation
Lorsque le dé-confinement a été mis en place en Europe en mai 2020, le risque d'une nouvelle vague — dite seconde vague — a été anticipé. Les décideurs ont en particulier anticipé le risque que les températures et la baisse des infections conduisent à un relâchement des comportements qui conduirait à moins respecter l'hygiène et la distance sociale.
Le sujet est discuté au sein de la communauté scientifique,,, avec des prédictions pour certaines régions,,.
Au cours de l'été, la notion de seconde vague ou de rebond est combattue par ceux qui considèrent qu'une épidémie de cas de coronavirus sans maladie n'est ni une épidémie ni une seconde vague ni un rebond.

### Anticipation française
En juillet 2020, en France, le Conseil scientifique avise, dans un document de 42 pages, le gouvernement sur une seconde vague probable ou hautement probable, avec les outils suivants :
- campagnes d’information sur le port du masque et les mesures barrières ;
- mise en place opérationnelle de plans de prévention, de prise en charge, de suivi et de précaution ;
- définir, clarifier et présenter une nouvelle doctrine d’utilisation des tests ;
- rendre l’accès aux tests plus facile au « consommateur ». Tester de façon large ;
- protocole « Grandes métropoles » : mobiliser et solliciter les autorités locales des 20 premières villes de France, pour opérationnaliser des plans locaux d’intervention en cas de menace sanitaire ;
- plan de re-confinement local pour les vingt plus grandes villes de France[25].

Les 20 villes concernées par cet avis de 42 pages sont : Paris, Marseille, Lyon, Toulouse, Nice, Nantes, Montpellier, Strasbourg, Bordeaux, Lille, Rennes, Reims, Saint-Étienne, Le Havre, Toulon, Grenoble, Dijon, Angers, Nîmes et Villeurbanne.

### Avis de l'ECDC
Dans son rapport du 10 août 2020, le Centre européen de prévention et de contrôle des maladies estime que le risque d'une nouvelle escalade du Covid-19 dans tous les pays de l'UE/EEE et au Royaume-Uni est :
- modéré pour les pays qui continueront de mettre en œuvre et d'appliquer des mesures barrière telles que la distanciation physique ;
- très élevé pour les pays qui n'appliqueraient pas ces mesures[27].

### Négation
Des médias ont invité des médecins — dits rassuristes — pour qu'ils nient l’arrivée d’une deuxième vague.
Cette attitude a été considérée comme irresponsable par certains.

## Juillet - août 2020: relâchement estival

### Nouveaux cas rapportés par pays juillet août
Les deux pays les plus touristiques, l'Espagne et la France, ont été les plus touchés.
Pour des raisons techniques, il est temporairement impossible d'afficher le graphique qui aurait dû être présenté ici.

Durant l'été 2020, le virus circule beaucoup plus qu'au début de la première vague en janvier - avril. D'après l'OMS, le nombre de cas en semaine 35 (fin août), 239 454 pour la région Europe de l'OMS est quasiment le double de la semaine 23 (début juin).
En France, du 20 au 26 juillet 2020, le nombre de nouveaux cas a augmenté de 54 % pour dépasser les 1 000 nouveaux cas journaliers, alors que le nombre de patients atteints du Covid-19 hospitalisés en réanimation a augmenté de 13 cas.
En août 2020, beaucoup de pays de l'UE et de l'EEE ont observé une augmentation du nombre de cas mais tous ces pays n'ont pas observé une augmentation du taux d'hospitalisation et de mortalité.
Au 7 août, en France, la directrice stratégique du ministère de Santé, Lisa-Maria Voipio-Pulkki estime qu’une « forme de seconde phase avait commencé », mais qu'il est prématuré de parler de « seconde vague ».
Le 7 août 2020, la Norvège place la France en quatorzaine de dix jours.
Le 7 août 2020, la province belge d’Anvers est considérée comme zone à risque, avec quarantaine obligatoire par l'Allemagne.
L'Espagne ne se considère pas touchée par le seconde vague parce qu'il n'y a pas de définition exacte d'une seconde vague. L'Espagne n'a pas de transmission communautaire généralisée et incontrôlée : le pays reste très ouvert au tourisme international. Le nombre de cas a triplé en deux semaines et de nouveaux foyers d'infection sont apparus.
Le Royaume-Uni place en quarantaine les voyageurs revenant d'Espagne. La France et l'Allemagne déconseillent les voyages en Espagne. Du fait de cette seconde vague, les espagnols sont appelés à rester chez eux.
Un confinement a également été mis en place durant l'été au Portugal.
En Belgique, le nombre de cas a augmenté de 149 % ce qui conduit à réduire la bulle de contact belge de 15 à 5 personnes.
En Allemagne, le nombre de cas augmente de 33 % et les autorités nationales continuent à permettre aux autorités locales de mettre en place des mesures de confinement.
En France, d'après la DGS, en août, le nombre de cas de contamination augmente, mais le nombre d'hospitalisation en France diminue de 0,75 %. Dans la Sarthe, le nombre de cas chez les jeunes a doublé en onze jours seulement. Entre le 3 et le 9 août, 112 nouveaux clusters sont signalés. Sur 926 foyers d'infection ou regroupements de cas, 49 % se trouvent en milieu professionnel, et 28 % en rassemblements publics ou privés, milieu familial élargi compris. D'après Santé publique France au 13 août, dans le département de Paris l'incidence de 46.2 pour 100 000 habitants est inférieur au seuil de déclenchement d'alerte qui est à 50 pour 100 000 habitants, alors que dans les autres départements de l'Île-de-France le taux est de 30 pour 100 000, mais dans la tranche d'âge 20-29 ans, le taux d'incidence est entre 50 et 115 pour 100 000. Le 14 août, Paris et le département des Bouches-du-Rhône sont classés zone active de circulation du coronavirus. Au 16 août, 3015 nouveaux cas en vingt-quatre heures ont été comptabilisés.

### Surveillance des voyages estivaux
Mi-août, en réaction à la recrudescence du nombre de cas, pour éviter les mesures strictes qu'entraineraient une escalade, des pays européens adaptent jour après jour des mesures ciblées :
voyages intra-européens
Sur le plan des échanges intraeuropéens, des tests PCR obligatoires aux frontières des quatorzaines ou mesures de restrictions de circulation se multiplient.
L'Espagne — lieu de villégiature particulièrement exposé — est particulièrement concernée.
Le 14 août l'Allemagne classe l'Espagne, sauf les Îles Canaries, parmi les zones à risques par crainte d'une deuxième vague alimentée par les touristes de retour de congés ; toute personne entrant sur le territoire allemand en provenance d'une zone à risques (Espagne, Ukraine et Serbie) est soumise à une quarantaine obligatoire et à un test PCR à effectuer dans les 72 heures suivant l'arrivée.
À l'intérieur de chaque État, des mesures telles que le port obligatoire du masque ou la limitation des rassemblements sont prises à une échelle régionale ou locale dans de nombreux États. À partir du 15 août, le gouvernement britannique réimpose 14 jours d'isolement aux voyageurs arrivant de France, mais aussi des Pays-Bas et de Malte, un peu plus d'un mois après avoir levé cette mesure.

## Septembre 2020: augmentation du nombre de cas
Pour des raisons techniques, il est temporairement impossible d'afficher le graphique qui aurait dû être présenté ici.

À la mi-septembre, différents pays européens sont confrontés à une montée de l'épidémie, notamment la France, le Royaume-Uni, l'Autriche, la République tchèque, la Belgique, l'Allemagne, l'Italie, le Danemark et la Hongrie,.

### Espagne
En septembre 2020, l'Espagne est le premier pays européen touché par la seconde vague avec dès le 4 septembre 9 000 nouvelles contaminations et une cinquantaine de morts chaque jour. En réaction, certains pays — Belgique, Allemagne et Royaume-Uni — ont placé l'Espagne en zone rouge interdisant ainsi la mobilité non essentielle. Les déplacements entre la France et l'Espagne restent possible.
Au 4 septembre 2020, les patients covid-19 occupent 16 % des lits des hôpitaux madrilènes.
L'Espagne compte 191 décès entre le 28 août et le 4 septembre, dont 73 en région madrilène.
L'Espagne compte 241 décès entre le 4 septembre et le 11 septembre,.

#### mesures
Pour faire face à la seconde vague, l'Espagne a entrepris diverses mesures:
- réunion limitées à dix personnes à domicile comme en terrasse de café
- baisse de capacité des lieux de culte de 75 % à 60 %
- interdiction des cocktails debout et des danses en mariage
- diminution de capacité en zoo et parc d'attraction
- augmentation des personnes traceuses et du nombre de tests[43].

L’hôpital Isabel Zendal Gómez doit être livré en novembre pour traiter 1 000 personnes simultanément,.
Depuis le 21 septembre 2020, 850 000 espagnols sont confinés à Madrid.

### France

#### Stratégie des autorités après la première vague de décès du printemps 2020
Le gouvernement souhaite en priorité le redémarrage de l'économie et laisse les autorités locales prendre les mesures correspondant à la réalité locale,.
Préparation française
La France est le second pays européen le plus touché en nombre de cas début septembre 2020: les quatre pays de l'UE qui au 4 septembre dépassent 60 cas pour 100 000 habitants sont l'Espagne, la France, la Roumanie et la Croatie.
Le 5 septembre, le ministre de la santé annonce s'attendre à une augmentation des admissions en réanimation lors de la première quinzaine du mois de septembre, lors d'une seconde vague épidémique. Selon lui, les hôpitaux peuvent accueillir 12 000 malades en réanimation en même temps
Début septembre 2020, en France, le nombre de cas double en 14 jours, et le nombre de décès de la maladie est de l'ordre de 100 par semaine. L'un des foyers d'infection les plus médiatiques est celui de la Saison 2020-2021 du Paris Saint-Germain (PSG) : les membres contaminés de l'équipe sont au nombre de six, à la suite du non-respect des gestes barrières à Ibiza. Pour autant, le virus du PSG ne provient pas d'Ibiza, certains joueurs ayant déjà le virus avant d'aller à Ibiza et d'en revenir.
Contamination et mortalité française
Fin septembre le nombre de morts et le nombre de personnes en réanimation a progressé très nettement par rapport au mois de juillet-août.
Au 11 septembre, la France recense 2 025 foyers de contamination (clusters); 5 096 personnes hospitalisées; 615 personnes en réanimation.
Pour des raisons techniques, il est temporairement impossible d'afficher le graphique qui aurait dû être présenté ici.

En une semaine l'incidence chez les plus de 75 ans a augmenté de 44 %.
Au 11 septembre, le rebond épidémique du coronavirus tue déjà 40 personnes en 24 heures en France.

### Préparation britannique
Le Royaume-Uni ayant eu l'expérience précédent veut éviter une seconde vague. Les modalités sont différentes selon les nations:
- L'Angleterre interdit les rassemblements de plus de six personnes.
- L’Écosse interdit les rassemblements de plus de huit personnes.
- Le pays de Galles interdit de réunir plus de quatre foyers.

Les événements sportifs d'octobre sont reportés en novembre.

### Seconde vague en Autriche
Au dimanche 13 septembre 2020, le gouvernement autrichien pense être au début d'une seconde vague,. Le chancelier Sebastian Kurz affirme que le pays est « au début de la seconde vague » et que le nombre de nouveaux cas confirmés va bientôt dépasser les 1000 par jour.

### Résurgence italienne du coronavirus
Une plus grande discipline et un déconfinement moins accéléré permettent à l'Italie d'être moins touchée que la France ou l'Espagne par la seconde vague.
En septembre 2020, l'Italie connaît une "résurgence du coronavirus".

### Rebond épidémiologique dans l'est de l'Union européenne
Dans certains pays d'Europe centrale situés dans l'est de l'Union européenne qui avaient été relativement épargnés par la première vague, le rebond épidémiologique de septembre est d'une magnitude plus soutenue que la première vague, notamment en Roumanie, Hongrie et Croatie.

## Octobre 2020: confirmation
Dès la semaine 42 — relative au 12 octobre — le nombre de décès est en Europe de 8 214, dont 4 406 dans l'UE, soit le double de ce qu'il était un mois auparavant
Au 23 octobre, l'Europe atteint un taux de propagation du coronavirus de 42 % par semaine, ce qui lui permet de redevenir le continent le plus touché.
Au 23 octobre, d'après l'ECDC, la situation épidémiologique s’est aggravée dans toute la région, affectant les services de soins de santé et la mortalité est devenue de plus en plus évidente. Les données sur l’hôpital et les unités de soins intensifs (USI) telles que les admissions et l’occupation sont incomplètes pour la plupart des pays de l’UE/EEE et le Royaume-Uni, mais les données disponibles indiquent que la situation se détériore, avec des tendances croissantes signalées dans la plupart des pays. Des estimations récentes suggèrent que les niveaux d’occupation des hôpitaux et des soins intensifs dans toute la région sont maintenant à environ un tiers du pic qui s’est produit au printemps.
De nombreux pays ont signalé une augmentation des taux de mortalité, et le taux global de notification de décès a augmenté pendant plus d’un mois.
Les taux de létalité sont inférieurs à ceux de l’année précédente, de par une sur-contamination des jeunes et/ou de meilleurs soins, l'augmentation de ces taux peut continuer avec la transmission du virus. En fait, avec des niveaux élevés de transmission communautaire, la protection des personnes médicalement vulnérables devient plus difficile et, il est inévitable que plus de personnes qui ne sont pas considérés comme médicalement vulnérables développeront une maladie grave.
D'après Martin Hirsch les rues de France sont remplies de personnes qui sont contaminées sans que cela ne se sache, en nombre trois fois supérieur au nombre de personnes qui sont déclarées.
Au 23 octobre, l'ECDC a classé les pays en trois groupes:
- taux élevés ou croissants de notification des cas et/ou positivité des tests ≥ 3 % — dits serious concern —: Autriche, Belgique, Bulgarie, Croatie, Tchéquie, Danemark, France, Hongrie, Islande, Irlande, Italie, Lettonie, Lituanie, Luxembourg, Malte, Pays-Bas, Pologne, Portugal, Roumanie, Slovénie, Slovaquie, Espagne, Suède et Royaume-Uni.
- concern: aucun pays
- stable: Chypre, Estonie, Finlande, Grèce, Liechtenstein et Norvège[65].

Au niveau de l'Europe de l'OMS, la moitié des membres de la région européenne de l’OMS ont vu une hausse de 50 % du nombre d’infections, lors de la semaine précédent le 29 octobre.

### Pologne
En octobre 2020 la Pologne se considère concernée par une seconde vague de coronavirus.

« La deuxième vague est arrivée à nous et nous devons l'affronter de manière ferme »

— Mateusz Morawiecki, premier ministre polonais

### France
En France, pour contenir le virus, une politique de couvre-feu est mise en place dans les zones les plus contaminantes, afin d'éviter le besoin de recourir à une politique de confinement. Emmanuel Macron reconnait en privé que le Covid est « le maître des horloges ». Le second confinement est finalement prononcé à la fin du mois d'octobre.

### Irlande
Les Irlandais n'ayant pas réussi à contenir le rebond épidémiologique, le pays se reconfine dès le jeudi 22 octobre 2020, pour une durée de six semaines, avec des écoles qui restent ouvertes. Le gouvernement irlandais souhaite que les Irlandais puissent se retrouver pour Noël.

## Novembre 2020: nouvel affaiblissement de l'économie européenne
D'après le vice-président de la Commission européenne Valdis Dombrovskis, la seconde vague de la pandémie anéantit les espoirs d’un rebond rapide de l’économie de la zone euro, dont le PIB devrait chuter de 7,8 % en 2020 et la dette publique dépasser les 100 %.

## Janvier 2021: anticipation d'une troisième vague
En janvier 2021, après un plateau, une troisième vague est anticipée à Paris et Marseille, sur la base d'une résurgence des chiffres relatifs aux eaux usées qui sont contaminées par les malades du covid-19.

## Mars 2021: troisième vague dans l'union européenne
En mars 2021, une troisième vague touche l'Union Européenne,.

## Juillet 2021: quatrième vague
Depuis juillet 2021, la quatrième vague touche l’Europe et « tue surtout les non-vaccinés ». C’est « la vague des non-vaccinés »,,. L’Institut Robert-Koch (Allemagne) confirme que « la quatrième vague de la pandémie se développe, hélas, comme nous le redoutions parce que le nombre de vaccinés n'est pas suffisant ».